# Gruczoły jadowe

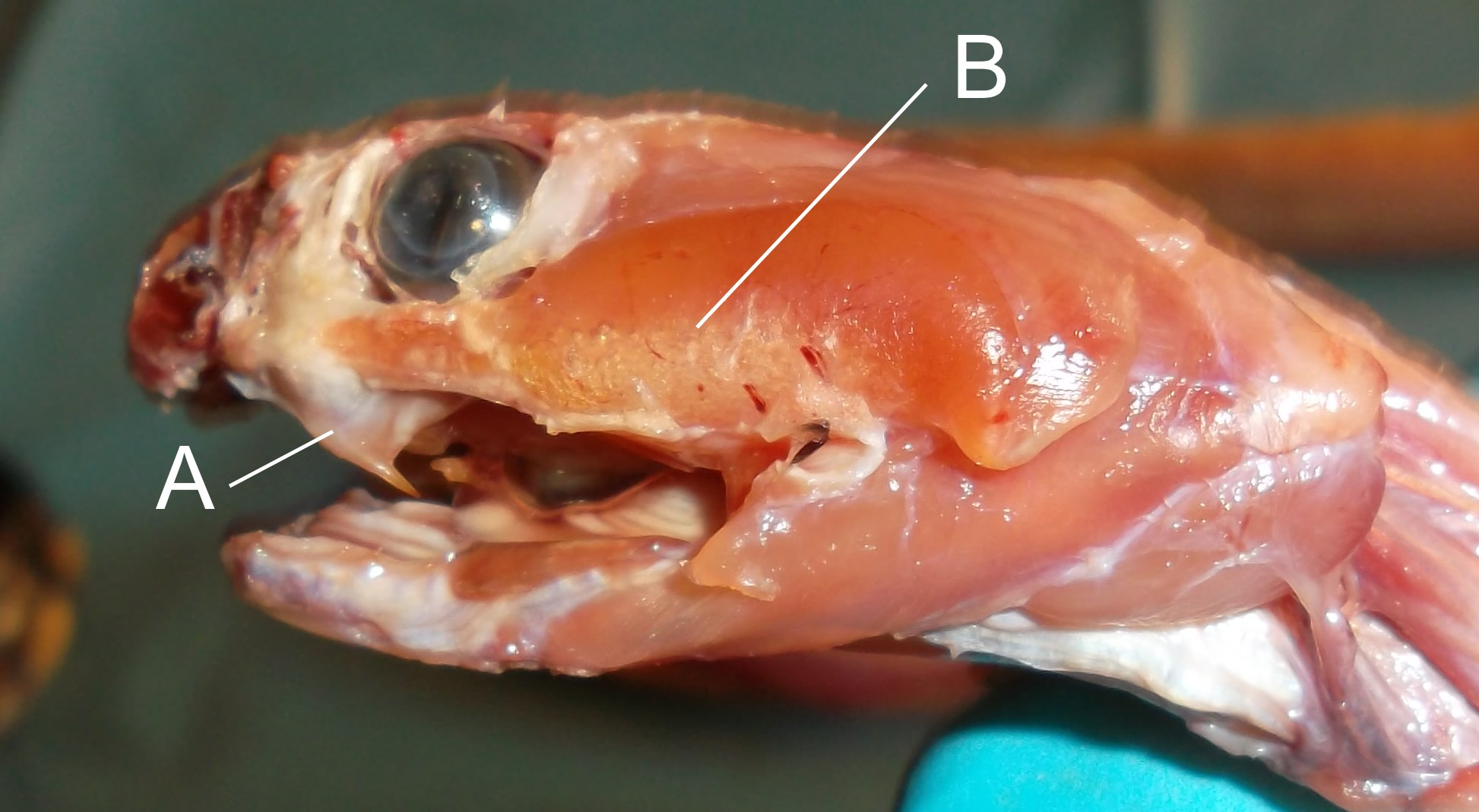
Gruczoł jadowy kobry czarnobiałej (Naja melanoleuca) oznaczony jako B

Gruczoły jadowe – gruczoły produkujące jad, występujące u pewnych grup zwierząt, takich jak:
- liczne stawonogi – skorpiony, pająki[1][2], niektóre owady (np. pszczoły)[1];
- niektóre gady (najczęściej w żuchwie lub jamie gębowej)[1] – węże[1][2], jaszczurki[1];
- niektóre płazy[1][2];
- niektóre ryby[1][2] (np. płaszczki);
- niektóre ssaki (np. dziobak)[1].

Niektóre rośliny mają włoski gruczołowe, porównywane niekiedy do gruczołów jadowych.